# 球虫亚纲
球虫亚纲（學名：Coccidia）是一種微小、形成孢子的、單細胞的強制性細胞內寄生蟲亞綱，屬於頂複門類錐體綱。作為強制性的細胞內寄生蟲，它們必須在動物細胞內生活和繁殖。球蟲寄生在動物的腸道中，是最大的類原生動物群。
感染這些寄生蟲被稱為球蟲病。球蟲病可以感染所有哺乳動物、一些鳥類、一些魚類、一些爬行動物和一些兩棲動物。大多數種類的球蟲在其宿主中具有物種特異性。弓形蟲是一個例外，它可以感染所有哺乳動物，儘管它只能在貓身上進行有性繁殖。根據球蟲的種類，感染可引起發燒、嘔吐、腹瀉、肌肉疼痛、神經系統影響和行為改變，並可能導致死亡。健康的成年人可能不需要藥物治療就能康復，但是那些免疫力低下或年幼的人幾乎肯定需要藥物治療以防止死亡。人類通常因食用未煮熟的肉類而受到感染，但在處理貓的糞便時，也可能因衛生狀況不佳而感染岡底斯氏菌（T. gondii）。

## 下属物种
- 拟球虫目 Agamococcidiorida
- 真球虫目 Eucoccidiorida
- Ixorheorida
- 原球虫目（英语：Protococcidiorida） Protococcidiorida